# Grigol Tsaava
Grigol Tsaava (Birtskha, 5 gennaio 1962) è un ex calciatore georgiano, fino al 1991 sovietico, di ruolo attaccante.

## Carriera
Inizia e termina la sua carriera professionistica con la maglia della Dinamo Tbilisi. Dopo nove stagioni con la Dinamo Tbilisi, nel 1987 passa al Guria Lanchkhuti, giocando una stagione nella massima serie sovietica e l'altra in seconda divisione. Nel 1989 torna alla Dinamo Tbilisi, prima di trasferirsi al Tskhumi nel 1991. Tra il 1993 e il 1995 gioca per Tetri Artsivi (seconda divisione georgiana) e Shevardeni (Umaglesi Liga), rientrando nuovamente alla Dinamo Tbilisi nel 1995. A fine stagione chiude la carriera.
In carriera ha totalizzato complessivamente 183 presenze e 30 reti nella massima divisione sovietica, 77 incontri e 10 gol nella massima divisione georgiana e 2 partite di Coppa delle Coppe 1981-1982.

## Palmarès

### Club

#### Competizioni nazionali
- Coppa dell'Unione Sovietica: 1

Dinamo Tbilisi: 1979
- Campionato georgiano: 2

Iberia Tbilisi: 1990
Dinamo Tbilisi: 1995-1996
- Coppa di Georgia: 1

Dinamo Tbilisi: 1995-1996

#### Competizioni internazionali
- Coppa delle Coppe: 1

Dinamo Tbilisi: 1980-1981